# Shiroi
«Shiroi hada ni kuruu ai to kanashimi no rondo» (白い肌に狂う愛と哀しみの輪舞?) —en español: «Rondó de la tristeza y el amor enloquecido por la piel blanca»— Es el décimo sencillo de la banda japonesa Malice Mizer lanzado el 26 de julio de 2000. Este es el primer sencillo en el que participó Klaha como vocalista, aún no era miembro oficial y su nombre se mantuvo en secreto hasta el concierto de Bara ni Irodorareta. Su nombre no figura en los créditos.
Alcanzó el número 36 en el ranking del Oricon Style Singles Weekly Chart y se mantuvo durante dos semanas en la lista.

## Lista de canciones
| (CD)  |                                                                                |        |        |          |  |
| N.º   | Título                                                                         | Letras | Música | Duración |  |
| 1.    | «白い肌に狂う愛と哀しみの輪舞 (shiroi hada ni kuruu ai to kanashimi no rondo)» | Mana   | Mana   | 7:08     |  |
| 2.    | «shiroi hada ni kuruu ai to kanashimi no rondo (Instrumental)»                 | Mana   | Mana   | 7:08     |  |
| 14:16 |                                                                                |        |        |          |  |